# 時来組
時来組（ときぐみ）は、日本の劇団および芸能事務所、法人名は有限会社神田時来組。主宰は泉堅太郎。

## 特徴
近年はドラマ・映画に出演した有名人の客演による公演が中心である。

## 来歴
- 1990年12月　映像の俳優が集まり、銀座小劇場にて旗揚げ公演を行い、今に至る。
- 1992年03月　「夏²-Natsu no zizyou-」でパルテノン多摩小劇場フェスティバルに選ばれ参加
- 1994年01月　「そして龍馬は殺された」で銀座小劇場フェスティバル　泉堅太郎主演男優賞
- 1998年03月　「志士たち～この春、長州兵にはタンゴが似合う」シアターサンモール進出
- 1998年10月　「夏²-Natsu no zizyou-」で中野ザポケット　杮落し作品に選ばれる
- 2000年10月　「劇団　時来組」が法人化し、「有限会社　神田時来組」に
- 2003年05月　「本の街」（雑誌）“泉堅太郎の現代の神田と演劇事情”連載開始
- 2011年02月　第一回神保町演劇フェスティバルにて根岸雅英　特別賞受賞
- 2012年02月　「次郎長～なが～い目で見てください」で俳優座劇場進出
- 2015年10月　根岸雅英が代表としプロレス団体　神田プロレスを設立
- 2018年02月　YouTubeにて時来組チャンネル開設

## 公演記録
| 公演日     | 題名                                                                                                   | 劇場                                                 | 作演出                                                          | 主なキャスト |
| ---------- | --- | ---------------------------------------------------- | --------------------------------------------------------------- | --- |
| 1990年2月  | 女郎花-おみなえし-                                                                                     | 銀座小劇場                                           | 作・演出 泉堅太郎                                               | TAKEO 泉堅太郎 (声) 伊藤克信 |
| 1991年4月  | 新・熱海殺人事件                                                                                       | 田端 ディ・プラッツ                                  | 作 つかこうへい 演出 S・たけお                                  | 照井孝 泉堅太郎 石上聖子 手塚弘幸                                                                                               |
| 1991年7月  | 夏²-Natsu no zizyou-                                                                                   | 銀座小劇場                                           | 作 泉堅太郎 演出 照井孝                                         | 泉堅太郎 TAKEO 林信宏 手塚弘幸                                                                                                  |
| 1991年12月 | 冬²-Fuyu no zizyou-                                                                                    | 大塚ジェルスホール                                   | 作・演出 泉堅太郎                                               | 泉堅太郎 TAKEO 山田真希 福田和美                                                                                                |
| 1992年3月  | 夏²-Natsu no zizyou-                                                                                   | パルテノン多摩小ホール                               | 作・演出 泉堅太郎                                               | 泉堅太郎 TAKEO 林信宏 |
| 1992年4月  | 新・熱海殺人事件                                                                                       | 田端 ディ・プラッツ                                  | 作 つかこうへい 演出 TAKEO                                      | 林信之 泉堅太郎 福田和美 山田真希                                                                                               |
| 1992年8月  | 秋²-Aki no zizyou-                                                                                     | 銀座小劇場                                           | 作 泉堅太郎 演出 福田和美                                       | 泉堅太郎 TAKEO 林信宏 高山ゆかり                                                                                                |
| 1992年12月 | 女郎花-おみなえし-                                                                                     | 田端 ディ・プラッツ                                  | 作・演出 泉堅太郎                                               | 福田和美 林信宏 TAKEO 泉堅太郎                                                                                                  |
| 1993年5月  | 春²-Haru no zizyou-                                                                                    | 銀座小劇場                                           | 作・演出 泉堅太郎                                               | 泉堅太郎 TAKEO (声) ビートきよし                                                                                                |
| 1994年1月  | そして龍馬は殺された                                                                                   | 銀座小劇場                                           | 作・演出 泉堅太郎                                               | 泉堅太郎 TAKEO 林信宏 三波伸一                                                                                                  |
| 1995年1月  | 次郎長ピクリと動く                                                                                     | 新宿スペース107                                      | 原案 三波伸一 演出 泉堅太郎                                     | 三波伸一 泉堅太郎 玉置いづみ TAKEO                                                                                              |
| 1996年3月  | 新・熱海殺人事件                                                                                       | 銀座小劇場                                           | 作 つかこうへい 演出 林信宏                                     | 泉堅太郎 司馬一 (声)三波伸一 |
| 1996年9月  | 大新撰組                                                                                               | 新宿スペース107                                      | 作・演出 泉堅太郎                                               | 泉堅太郎 TAKEO 林信宏 三波伸一                                                                                                  |
| 1997年4月  | 漂泊者(アウトロー）                                                                                    | 銀座小劇場                                           | 作・演出 司馬一                                                 | 司馬一 穴吹一朗 TAKEO 中村達也                                                                                                  |
| 1997年7月  | 禁じられた悪戯                                                                                         | 銀座小劇場                                           | 作・演出 泉堅太郎                                               | 泉堅太郎 TAKEO 林信宏 |
| 1998年3月  | 志士たち～この春、長州兵にはタンゴが似合う                                                             | シアターサンモール                                   | 作・演出 泉堅太郎                                               | 林信宏 泉堅太郎 TAKEO プリティー長嶋                                                                                            |
| 1998年7月  | HEART                                                                                                  | 明石スタジオ                                         | 作・演出 吉田一正                                               | TAKEO イナゲマン こにしますみ                                                                                                   |
| 1998年10月 | 夏²-Natsu no zizyou- 同時上演 夢のつづき…                                                              | 中野ザ・ポケット                                     | （夏2） 作・演出 泉堅太郎 （夢のつづき…） 作 司馬一 演出 奥田崇 | 林信宏 藤井志穂 司馬一 奥田崇 中村達也                                                                                          |
| 1999年3月  | 幕末ノ丘                                                                                               | シアターサンモール                                   | 作 泉馬太一 演出 泉堅太郎                                       | 泉堅太郎 イナゲマン 湶尚子 赤星昇一郎                                                                                           |
| 2001年1月  | そして龍馬は殺された                                                                                   | abc会館ホール                                        | 作・演出 泉堅太郎                                               | 泉堅太郎 松田ケイジ イナゲマン                                                                                                  |
| 2001年11月 | 禁じられたアソビ～五つの序曲～                                                                         | ビプランシアター                                     | 作 司馬一 等 演出 泉堅太郎                                      | 泉堅太郎 松田ケイジ イナゲマン 中村達也                                                                                         |
| 2002年4月  | 大新撰組                                                                                               | シアターサンモール                                   | 作・演出 泉堅太郎                                               | 江口信 松田ケイジ 三波伸一 イナゲマン                                                                                           |
| 2003年10月 | 嗚呼!!花の応援団                                                                                       | シアターサンモール                                   | 原作 どおくまん 演出 泉堅太郎                                   | イナゲマン 斎藤ゆり 長州小力 安藤なつ サムエルポップ アントニオ小猪木                                                           |
| 2004年1月  | Ring a Bell                                                                                            | かめありリリオホール                                 | 原作 斎藤ゆり 作・演出 泉堅太郎                                 | 斎藤ゆり サンプラザ中野 根岸雅英 久保利剣助                                                                                     |
| 2004年12月 | 大新撰組                                                                                               | シアターサンモール                                   | 作・演出 泉堅太郎                                               | 江口信 斎藤ゆり 伊藤つかさ 根岸雅英 イナゲマン                                                                                  |
| 2005年3月  | 続 嗚呼!!花の応援団                                                                                    | シアターサンモール                                   | 原作 どおくまん 作・演出 泉堅太郎                               | イナゲマン 根岸雅英 久保利剣助 きこうでんみさ 亜沙美 中村達也                                                                   |
| 2006年2月  | 民営か？                                                                                               | かめありリリオホール                                 | 作 泉馬太一 演出 泉堅太郎                                       | 斎藤ゆり イナゲマン 根岸雅英 久保利剣助                                                                                         |
| 2006年5月  | 幕末ノ丘                                                                                               | シアターサンモール                                   | 作・演出 泉堅太郎                                               | 松田ケイジ 嘉門洋子 納見佳容 山形ユキオ                                                                                         |
| 2007年6月  | そして龍馬は殺された                                                                                   | シアターサンモール                                   | 作・演出 泉堅太郎                                               | 泉堅太郎 前田耕陽 IZAM イナゲマン 山田まりや 納見佳容                                                                           |
| 2008年2月  | そして龍馬は殺された                                                                                   | 高知公演                                             | 作・演出 泉堅太郎                                               | 橋達也 小櫻京子 一谷伸江 泉堅太郎                                                                                               |
| 2008年6月  | 志士たち                                                                                               | シアターサンモール                                   | 作・演出 泉堅太郎                                               | 松田ケイジ 柳澤超 保田圭 渚あき 宮川賢 泉堅太郎                                                                                 |
| 2008年12月 | 十二月なのに桃の節句（仮題）                                                                           | アートスポットラド                                   | 作・演出 泉堅太郎                                               | 三原桃 根岸雅英 久保利剣助 岩佐圭二                                                                                             |
| 2009年6月  | 龍馬疾る!                                                                                              | シアターサンモール                                   | 原作 さいふうめい 作・演出 泉堅太郎                             | 泉堅太郎 黒田アーサー ドロンズ石本 宮川賢 浜田翔子 サヘルローズ                                                                 |
| 2010年3月  | 私、弁護士になるから辞めるんです公演 同時上演 お母さんに怒られたからそろそろ辞めます公演               | アートスポットラド                                   | 作 泉堅太郎 岩佐圭二 演出 泉堅太郎                              | 三原桃 奥打慎二 根岸雅英 久保利剣助 岩佐圭二 富田慎一 岩見理奈                                                                  |
| 2010年11月 | 改訂版!!そして龍馬は殺された                                                                           | シアターサンモール                                   | 作・演出 泉堅太郎                                               | 泉堅太郎 黒田アーサー 根岸雅英 里見要次郎 時東ぁみ 熊切あさ美 清水よし子                                                        |
| 2011年2月  | 神保町のよくある風景「カタチ」                                                                         | アートスポットラド                                   | 作・演出 泉堅太郎                                               | 泉堅太郎 根岸雅英 久保利剣助 清水美里 すいみ～                                                                                  |
| 2012年2月  | 次郎長なが～い目で見てください                                                                         | 俳優座劇場（東京） パピヨン24（博多） 後楽座（岡山） | 作 泉堅太郎 湯浅桂樹 演出 泉堅太郎                              | 小松政夫 泉堅太郎 黒田アーサー 里見要次郎 清水よし子 熊切あさ美                                                                 |
| 2013年4月  | 幕末ノ丘                                                                                               | 俳優座劇場                                           | 作 泉馬太一 演出 泉堅太郎                                       | 松田優 泉堅太郎 里見要次郎 舞風りら 熊切あさ美 浜田翔子 根岸雅英 新藤栄作 片岡五郎                                              |
| 2013年     | 龍馬が翔ぶ                                                                                             | キンケロシアター                                     | 作 泉堅太郎 湯浅桂樹 演出 泉堅太郎                              | 根岸雅英 泉堅太郎 えまおうゆう 清水よし子 串間保 浜田翔子 石山雄大 (映像)小松政夫                                               |
| 2014年１月 | イナゲマツリ～大人の文化祭～                                                                           | アートスポットラアド                                 | 作 湯浅桂樹 泉堅太郎 演出 泉堅太郎                              | イナゲマン 江口信 根岸雅英 白城華奈 香央里 久保利剣助 西原信行 鶴田まこ (落語指導) 立川談修                                     |
| 2014年3月  | さくら、降るとき                                                                                       | アートスポットラド                                   | 作 北阪昌人 演出 根岸雅英                                       | 根岸雅英 山崎薫 (監修) 泉堅太郎                                                                                                 |
| 2014年7月  | 弱漢たち（おとこたち）                                                                                 | キンケロシアター                                     | 作 湯浅桂樹 泉堅太郎 演出 泉堅太郎                              | 泉堅太郎 根岸雅英 松田優 久保利剣助 鈴木一功 仁藤優子 村木藤志郎 イナゲマン                                                     |
| 2014年10月 | 湯浅桂樹の頭ん中                                                                                       | アートスポットラド                                   | 作 湯浅桂樹 演出 泉堅太郎                                       | 岩佐圭二 白城華奈 久保利剣助 香央里 上田尋 林英梨佳 天野翔太                                                                    |
| 2015年2月  | 大新撰組～不器用にしか生きられなかった自分（おとこ）たち～                                             | 俳優座劇場                                           | 作・演出 泉堅太郎                                               | 松田優 えまおうゆう 泉堅太郎 根岸雅英 新藤栄作 浜田翔子 舞風りら 香央里                                                         |
| 2015年5月  | OH!!3（オッサン）                                                                                      | アートスポットラド                                   | 作・演出 泉堅太郎 夢麻呂 穴吹一朗                               | 泉堅太郎 夢麻呂 穴吹一朗 |
| 2015年7月  | 時来組若手公演                                                                                         | アートスポットラド                                   | 作・演出 泉堅太郎                                               | 上田尋 舘野将平 岩佐圭二 |
| 2016年4月  | 大改訂版!!そして龍馬は殺された～幕末モンだけどアルゼンチンタンゴから歌謡曲までなんでも使ってもいいよね | 俳優座劇場                                           | 作・演出 泉堅太郎                                               | 泉堅太郎 根岸雅英 新藤栄作 西条美咲 浜田翔子 片山萌美 熊切あさ美 愛甲猛 えまおゆう 和地つかさ 久保利剣助 恵麻 円谷優希 舘野将平 |
| 2017年6月  | 時来組 何回目かのアトリエ公演 多分９回目…。                                                            | アートスポットラド                                   | 作・演出 泉堅太郎                                               | 櫛野愛里 筒井孝平 近道ちかみち 円谷優希 小関里恵                                                                                |
| 2017年9月  | OH!!3（オッサン）                                                                                      | アートスポットラド                                   | 作・演出 泉堅太郎 浅野泰徳 村木藤志郎                           | 泉堅太郎 浅野泰徳 村木藤志郎 |

## 所属メンバー
- 泉堅太郎
- イナゲマン
- 根岸雅英
- 岩佐圭二
- 近道ちかみち
- 筒井こーへー
- 木村恭介
- 薮中心一郎

## 時来組チャンネル
2018年2月に開設したYouTubeチャンネル。
| 題名                                   | 脚本     | 演出     | キャスト                                                                                     | 再生時間 | 公開日        |
| -------------------------------------- | -------- | -------- | -------------------------------------------------------------------------------------------- | -------- | ------------- |
| 美しい日本語～芥川賞選考会～           | 泉堅太郎 | 泉堅太郎 | 村本京太郎役 イナゲマン、浅田一秋彦役 岩佐圭二、伊豆久米一郎役 泉堅太郎                      | 29分54秒 | 2018年2月11日 |
| ザ・ドキュメンタル 大衆演劇編          |          | 泉堅太郎 | 近道ちかみち、イナゲマン、根岸雅英、泉堅太郎、（協力）劇団 夢の旅                            | 7分45秒  | 2018年3月30日 |
| 人間万事塞翁が馬                       | 泉堅太郎 | 泉堅太郎 | 警備員役 イナゲマン、青年役 木村恭介                                                         | 15分12秒 | 2018年4月29日 |
| 一兵卒²(ippeisotsu no zizyou)          | 泉堅太郎 | 泉堅太郎 | 巡査１ 筒井こーへー、巡査２ 木村恭介、男A イナゲマン、西郷小五郎役 泉堅太郎                  | 9分18秒  | 2018年5月17日 |
| イズケン講座～劇団を作るには～パート１ | 泉堅太郎 | 泉堅太郎 | 講師役 泉谷堅之進、生徒 ちかみち君、キム君、こーへー君                                       | 10分44秒 | 2018年6月27日 |
| イズケン講座～劇団を作るには～パート２ | 泉堅太郎 | 泉堅太郎 | 講師役 泉谷堅之進、生徒 ちかみち君、キム君、こーへー君                                       | 7分40秒  | 2018年7月24日 |
| Piece of cake                          | 木村恭介 | 木村恭介 | 男A役 近道ちかみち、男B役 筒井こーへー、男C役 イナゲマン、警察官役 岩佐圭二、店主役 泉堅太郎 | 14分28秒 | 2018年8月14日 |